# 代斯納河 (南布格河支流)

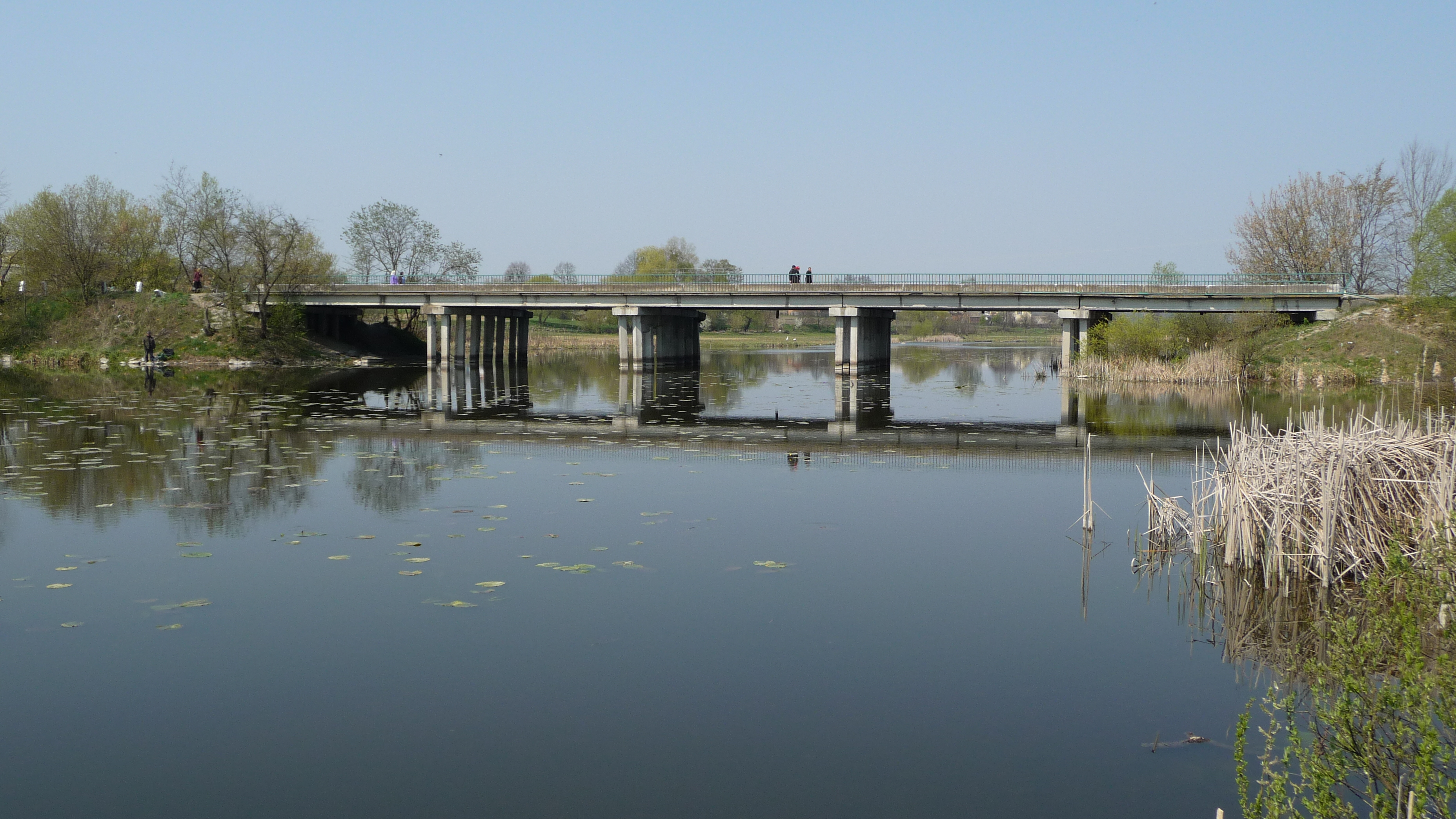
代斯納河

代斯納河（烏克蘭語：Десна）是烏克蘭的河流，位於該國西南部文尼察州，屬於南布格河的左支流，發源自弗洛里亞尼夫卡附近，河道全長80公里，流域面積1,400平方公里。